# Daimler 250 V8
La 250 V8 è un'autovettura prodotta dalla casa automobilistica britannica Daimler tra il 1967 ed il 1969, sulla base di un analogo modello Jaguar.

## Storia

### Descrizione
Come accadde dopo il 1960, a seguito dell'acquisizione della Daimler da parte della Jaguar, i modelli Daimler furono realizzati sulla base delle vetture della casa del giaguaro. 

La 250 V8 altro non era che una versione marchiata Daimler dell'omologa berlina Jaguar 240. 
Oltre al monogramma del marchio Daimler, i modelli differivano per pochi particolari: la calandra con una diversa "maglia" e il profilo portatarga entrambi con parte superiore ondulata. Erano differenti anche gli interni che per tutti i modelli Daimler si distinguevano per un livello di finiture superiore. Tale differenza si acuì dal 1967, quando la 240 e la 340 sostituirono la MK2, e l'allestimento delle versioni Jaguar venne semplificato.
Benché utilizzasse l'intera meccanica della 240, la Daimler 250, a differenza delle successive Sovereign e Double Six, aveva una sua particolarità: il motore V8 Daimler da 2.548 cm³ derivava da quello della SP 250 Dart. La configurazione V8 del propulsore era un'architettura ancora inedita per Jaguar e vantava una buona compattezza, seppur non fosse particolarmente sofisticato (la distribuzione prevedeva un solo albero a camme nel basamento). 

Alimentato con 2 carburatori SU, il motore Daimler erogava la buona potenza di 142 CV, rispetto ai 120 della Jaguar MK2 2.4. 
Tuttavia, non aveva un comportamento sportivo e inizialmente venne abbinato solamente ad un cambio automatico a 3 rapporti. Dal 1966 la 250 fu disponibile anche con un cambio manuale a 4 rapporti e overdrive.
Complessivamente sono stati prodotti 17.620 esemplari.